# Eleccions presidencials del Kirguizstan de 2000
El 29 d'octubre de 2000 es van celebrar eleccions presidencials al Kirguizstan. El resultat va ser una victòria pel llavors president Askar Akàiev, que va ser reelegit amb més del 70% dels vots. Els observadors electorals internacionals van qualificar la votació de no complir les normes internacionals. La participació va ser del 78,4%.